# Vương quốc Viêng Chăn
Vương quốc Viêng Chăn, Vương quốc Vientiane hay Lan Xang Vientiane (tiếng Thái: อาณาจักรล้านช้างเวียงจันทน์, tiếng Trung Quốc: 萬象王國 / Vạn Tượng vương quốc), sử Việt gọi là Vạn Tượng (萬象), là một trong ba tiểu quốc Lào, tồn tại ở miền Trung Lào từ thế kỷ XVIII đến thế kỷ XIX, kinh đô đặt tại Viêng Chăn.

## Lịch sử
Khi vua Sourigna Vongsa (1637-1694) của Lan Xang (Triệu Voi) - nhà nước đầu tiên và thống nhất của người Lào - qua đời, đất nước này rơi vào tình trạng tranh chấp ngôi báu. Hệ quả là đất nước bị chia làm ba. Trước đó năm 1563, để tránh sự uy hiếp của vương quốc Miến Điện mới lớn mạnh, vua Lan Xang lúc đó là Setthathirath đã dời đô từ Luang Prabang về Viêng Chăn.
Năm 1779, bọn cháu ba đời của Sourigna Vongsa là anh em Kitsarat ở Luang Prabang tuyên bố li khai. Vua của Lan Xang lúc đó là Setthathirath II không có đủ lực lượng để chống li khai, nên đã xin vua Suriyenthrathibodi của Ayutthaya (Thái Lan) giúp. Năm 1707, quân Xiêm tới Viêng Chăn, nhưng chỉ có thể giúp bảo vệ Viêng Chăn chứ không thể dẹp được Luang Prabang. Kết quả là Setthathirath II phải chấp nhận để Lào phân liệt thành 2 nước riêng: vương quốc Luang Prabang ở phía bắc và vương quốc Viêng Chăn còn lại. Gọi là vương quốc Viêng Chăn vì kinh đô của vương quốc này ở Viêng Chăn.
Tuy nhiên, các địa phương trong nước liền nhân cơ hội này dấy lên đòi ly khai; và vương quốc Champasak ở phía nam với sự hậu thuẫn của Ayutthaya đã tách khỏi Viêng Chăn.
Năm 1730, Ong Long lên làm vua, thiết lập liên minh với triều Thonburi (Thái Lan thời Taksin), nhờ đó giữ được ổn định chính trị đất nước trong một thời gian. Tuy nhiên, về sau quan hệ đồng minh này đã suy yếu.
Năm 1773, thời vua Ong Bun, Viêng Chăn bị Luang Prabang tấn công. Vào thời điểm đó, giữa Thái Lan (triều Thonburi) và Miến Điện (triều Konbaung) đang có chiến tranh. Thấy Miến Điện gần hơn về địa lý, Viêng Chăn đã xin Miến Điện giúp. Chỉ huy quân Miến Điện đồn trú ở Chiang Mai đã cảnh cáo, buộc quân Luang Prabang phải rút lui. Tuy nhiên, vì quan hệ Viêng Chăn-Myanmar này mà quan hệ Viêng Chăn-Thái Lan xấu đi. Đã vậy, năm 1774, theo yêu cầu của Miến Điện, Viêng Chăn còn phái quân sang Thái Lan, khiến Taksin nổi giận. Năm 1777, sau khi đẩy lui được quân Miến Điện, Thái Lan tiến đánh Viêng Chăn, chiếm kinh đô Viêng Chăn và cử tướng Phraya Supho làm toàn quyền. Trong thời gian chiếm đóng, Thái Lan đã lấy nhiều bảo vật của Viêng Chăn đem về nước, đáng kể nhất trong số đó là tượng Phật Ngọc hiện ở Wat Phra Kaew, Bangkok.
Năm 1780, quân Thái rút về, nhưng dựng vua Viêng Chăn mới là Nanthasen. Đến khi Triều Chakri thay thế triều Thonburi ở Thái Lan, Viêng Chăn mặc dù vẫn ở thân phận chư hầu, nhưng được rộng quyền tự chủ hơn.
Từ năm 1787, quan hệ giữa Viêng Chăn và Đại Việt (triều Tây Sơn) ngày càng căng thẳng do việc Đại Việt chiếm đóng Xiêng Khoảng (Trấn Ninh). Do không địch nổi về quân sự, Viêng Chăn phải chấp nhận để Xiêng Khoảng chịu sự chi phối của Đại Việt (triều Tây Sơn, rồi triều Nguyễn).
Trong các năm 1798-1799. Viêng Chăn gửi quân cùng Thái Lan đi chiến đấu với quân Miến Điện còn sót lại ở miền bắc Thái Lan, được Triều Chakri tín nhiệm. Thời kỳ tiếp theo đó là thời kỳ hoàng kim của vương quốc Viêng Chăn. Vua A Nỗ (Anouvong) cho xây cung điện mới cùng nhiều chùa chiền lớn.
Năm 1827, nhân cơ hội Thái Lan (thời vua Rama III) có bất ổn chính trị trong nước, vua Anouvong tìm kế thoát khỏi vòng kiềm tỏa của Thái Lan. Tuy nhiên, kế hoạch nổi dậy bị người Thái sớm phát hiện và ra tay đàn áp. Kinh đô Viêng Chăn lại bị quân Thái Lan do Chao Phraya Bodin Decha chỉ huy, chiếm giữ. Năm 1828, vua Anouvong phải bỏ chạy sang xứ Nghệ của Việt Nam nhờ nhà Nguyễn giúp đỡ, nhưng rồi bị tù trưởng Trấn Ninh là Chiêu Nội (Chao Noi) bắt nộp cho người Thái Lan; A Nỗ bị giam hãm rồi chết trong ngục. Vương quốc Viêng Chăn từ đó gần như bị nhập vào Thái Lan (mất toàn bộ vùng đồng bằng phía bờ Tây Nam sông Mê Kông về tay người Xiêm La (Thái Lan)).

## Lãnh thổ
Theo Đại Việt địa dư toàn biên của Nguyễn Văn Siêu thì lãnh thổ nước Viêng Chăn (Vạn Tượng) được mô tả như sau: "...Chỗ vua nước Vạn Tượng thành Viên Chăn. Bởi thế gọi là nước Chiêu Viên Chăn, bộ thuộc có 21 mường có các tên là: mường Ba Thắc (tức Pa Xắc, sau thuộc vương quốc Champasak, và nay thuộc tỉnh Champasak Lào), mường Phù Kiệu, mường Lạc Hoàn (tức Muang Lakhone, nay là vùng Thà Khẹt-phía nam tỉnh Khăm Muộn Lào và Nakhon Phanom Thái Lan), mường Xâm, mường Phiên, mường Nông,... phía Đông giáp Trấn Ninh, phía Tây (Bắc) giáp vương quốc Luang Prabang (Nam Chưởng), phía Nam đến Xiêm La,...". "...Vua nước này từ lâu đã nhận làm phiên thần (với Đại Việt) tự xưng là nước Van Tượng. Từ sau khi đánh nhau với Xiêm đất nước ấy bị mất về nước Xiêm, chỉ còn 7 mường, mỗi năm một lần đến chầu nước Xiêm, bị giam giữ lại... Vua nước ấy trước là Chiêu Nan (Chao Nanthasen). Nước Xiêm (,năm 1795,) lại bỏ Chiêu Nan mà lập Chiêu Ấn (Chao Intharavong Setthathirath III)...".
- Vùng lãnh thổ vương quốc Viêng Chăn nay thuộc Đông Bắc Thái Lan và miền trung Lào: Chaiya Buri, Viêng Chăn, Viêng Chăn (tỉnh), (Borikane, Kamkeut Borikhamxay), Kammuon, Nong Khai, Pone Pisai, Nakorn Panom, Utene, Sakol Nakorn, Kamutasai, Buriram, Nongharn, Mouk-Daharn, Khon Kaen và Lomsak.

## Danh sách vua Viêng Chăn
- Setthathirath II (Sai Ong Hue, Triều Phúc (朝福), 1707 - 1730)
- Ong Long (1730 - 1767)
- Ong Bun (1767 - 1778)
- Phraya Supho (1778 - 1780) (toàn quyền người Thái Lan)
- Ong Bun (1780 - tháng 11 1781) (lẩn trốn)
- Nanthasen (Chiêu Nan (昭難), tháng 11 năm 1781 - tháng 1 năm 1795)
- Intharavong Setthathirath III (Chiêu Ấn (昭印), tháng 2 năm 1795 - 7 tháng 2 năm 1805) (chính thức lên ngôi ngày 23 tháng 7 năm 1795)
- Anouvong (A Nỗ (阿弩), 7 tháng 2 năm 1805 - 12 tháng 11 năm 1828)